# Clarinda da Costa Siqueira
Clarinda da Costa Siqueira é uma poetisa sul-rio-grandense que viveu ao longo do século XIX, num período de transição local entre o Arcadismo e o Romantismo.

## Biografia
A biografia de Clarinda da Costa Siqueira é uma incógnita, sendo brevemente pontuada pelos dados presentes no livro Poesias, copiados pela maioria dos estudiosos da literatura rio-grandense, como Guilhermino César, Sacramento Blake, Mário Osório Magalhães e Rita Schmidt. Contudo, a análise deste livro - constituído pelos poemas, pela necrologia escrita por Antônio Joaquim Caetano da Silva Junior e pela homenagem, nas últimas páginas, de autoria de Carlos Von Koseritz - faz-se reveladora na medida em que mostra, ainda que de forma fragmentada, um pouco do que foi a vida e o contexto sócio-histórico no qual viveu a poetisa sul-rio-grandense.

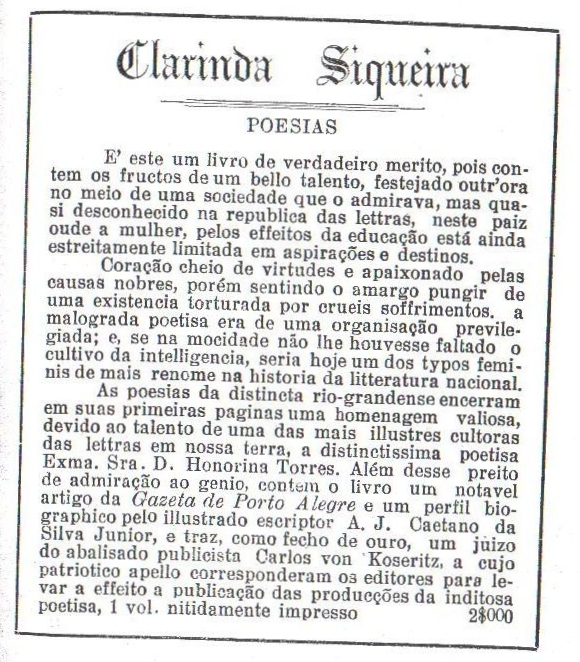
Propaganda do único livro publicado de Clarinda da Costa Siqueira

Clarinda da Costa Siqueira nasceu enjeitada pela mãe, sendo criada por Leonarda Joaquina dos Passos e Maria das Dores Passos (“as respeitáveis matronas da família Passos” citadas por Koseritz). Aos 17 anos, em 20 de abril de 1835, casou-se com José da Costa Siqueira. Neste ponto encontra-se nas notas presentes em seu livro a grande contradição sobre o maior mistério que permeia a vida da escritora, pois ao início, a nota publicada pela Gazeta de Porto Alegre refere-se à Clarinda como “fisicamente quebrada”; já em sua necrologia, Antônio Joaquim declara que “nesse mesmo dia (do casamento) caiu enferma gravemente”; porém no final do livro Koseritz menciona os sofrimentos físicos da amiga como sendo bem posteriores ao casamento com José da Costa Siqueira. Infelizmente, além desta contraditoriedade, não há nenhuma outra informação acerca da origem dos padecimentos da poetisa, conforme pesquisa inédita de Emilene Rodrigues, graduada em Letras Português/Espanhol pela Universidade Federal do Rio Grande.
.

## Obras
SIQUEIRA, Clarinda da Costa. Poesias. Pelotas: Livraria Americana, 1881.
Grande parte de seus poemas ainda estão espalhados em jornais e almanaques do século XIX, à espera de quem organize e analise.